# Endre socken
Endre socken ingick i Gotlands norra härad, ingår sedan 1971 i Gotlands kommun och motsvarar från 2016 Endre distrikt.
Socknens areal är 23,69 kvadratkilometer, varav 23,68 land. År 2020 fanns här 369 invånare. Sockenkyrkan Endre kyrka ligger i socknen. 

## Administrativ historik
Endre socken har medeltida ursprung. Socknen tillhörde Endre ting som i sin tur ingick i Bro setting i Nordertredingen.
Vid kommunreformen 1862 övergick socknens ansvar för de kyrkliga frågorna till Endre församling och för de borgerliga frågorna bildades Endre landskommun. Landskommunen inkorporerades 1952 i Romaklosters landskommun och ingår sedan 1971 i Gotlands kommun.
1 januari 2016 inrättades distriktet Endre, med samma omfattning som församlingen hade 1999/2000.  
Socknen har tillhört samma fögderier och domsagor som Gotlands norra härad. De indelta båtsmännen tillhörde Gotlands första båtsmanskompani.

## Geografi

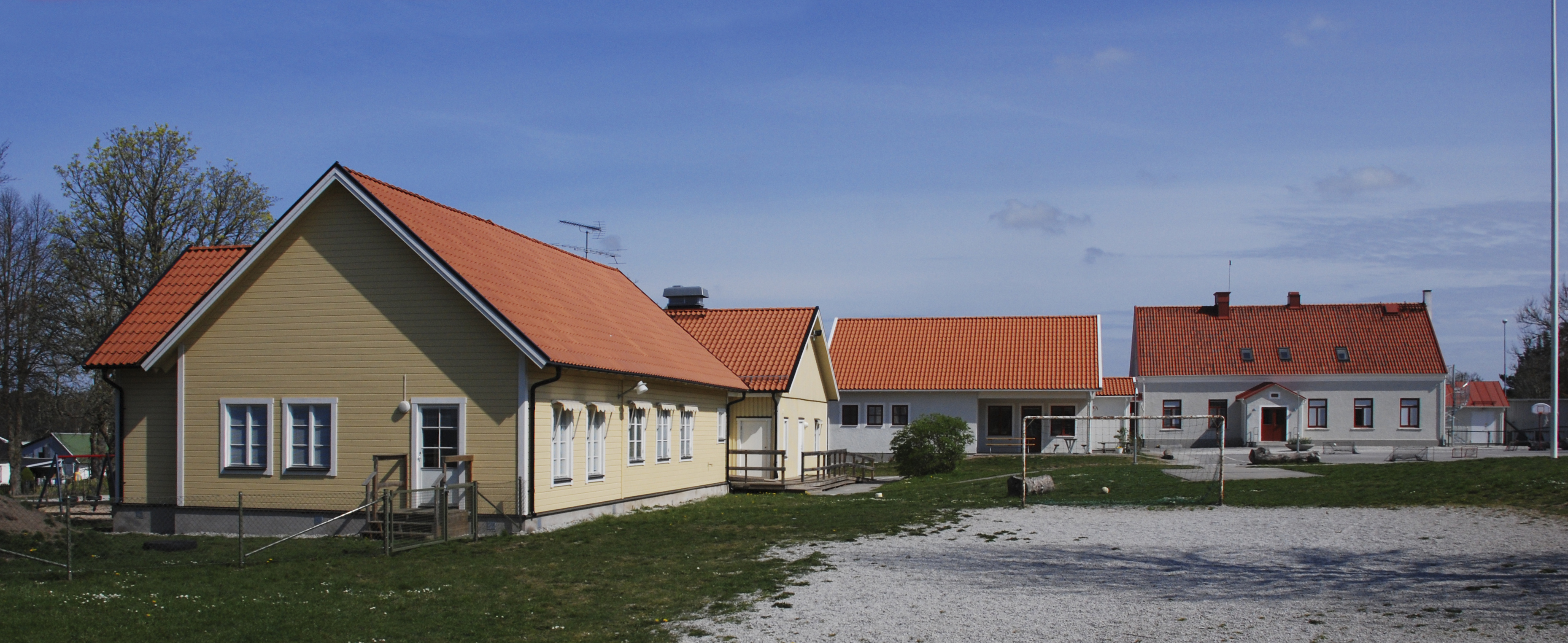
Endre skola.

Endre socken ligger öster om Visby. Socknen är slättbygd som delvis är uppodlad och delvis är skogbevuxen.

### Gårdsnamn
Allkvie, Bjärs, Bäcks, Endregårde Lilla, Endregårde Stora, Fjälls Lilla, Fjälls Stora, Hanes Lilla, Hanes Stora, Hulte Lilla, Hulte Stora, Kvie, Lere, Långhulte, Prästgården, Snauvalds, Stenstugu, Svenskens.

### Ortnamn
Endrebacke, Gabrielsänge, Glasmakaränge, Hulte, Hällbacken.

## Fornlämningar
Kända från socknen är tre större gravfält och stenar och även en fast häll med sliprännor från järnåldern.

## Namnet
Namnet (1300-talet Endrar) kommer troligtvis från den ås som går genom socknen. Tolkningen är andre, 'medar under släde, vagga' och skulle då syfta på åsens form.

## Befolkningsutveckling
| Befolkningsutvecklingen i Endre socken 1750–2020 | Befolkningsutvecklingen i Endre socken 1750–2020 | Befolkningsutvecklingen i Endre socken 1750–2020 | Befolkningsutvecklingen i Endre socken 1750–2020 | Befolkningsutvecklingen i Endre socken 1750–2020 |
| --- | ------------------------------------------------ | ------------------------------------------------ | ------------------------------------------------ | ------------------------------------------------ |
| |                                                  |                                                  |                                                  |                                                  |
| År |                                                  |                                                  | Folkmängd                                        |                                                  |
| 1750 | 1750                                             |                                                  | 214                                              |                                                  |
| 1760 | 1760                                             |                                                  | 203                                              |                                                  |
| 1769 | 1769                                             |                                                  | 232                                              |                                                  |
| 1780 | 1780                                             |                                                  | 237                                              |                                                  |
| 1790 | 1790                                             |                                                  | 236                                              |                                                  |
| 1800 | 1800                                             |                                                  | 263                                              |                                                  |
| 1810 | 1810                                             |                                                  | 305                                              |                                                  |
| 1820 | 1820                                             |                                                  | 312                                              |                                                  |
| 1830 | 1830                                             |                                                  | 315                                              |                                                  |
| 1840 | 1840                                             |                                                  | 354                                              |                                                  |
| 1850 | 1850                                             |                                                  | 343                                              |                                                  |
| 1860 | 1860                                             |                                                  | 386                                              |                                                  |
| 1870 | 1870                                             |                                                  | 396                                              |                                                  |
| 1880 | 1880                                             |                                                  | 361                                              |                                                  |
| 1890 | 1890                                             |                                                  | 352                                              |                                                  |
| 1900 | 1900                                             |                                                  | 334                                              |                                                  |
| 1910 | 1910                                             |                                                  | 352                                              |                                                  |
| 1920 | 1920                                             |                                                  | 384                                              |                                                  |
| 1930 | 1930                                             |                                                  | 384                                              |                                                  |
| 1940 | 1940                                             |                                                  | 358                                              |                                                  |
| 1950 | 1950                                             |                                                  | 327                                              |                                                  |
| 1960 | 1960                                             |                                                  | 301                                              |                                                  |
| 1970 | 1970                                             |                                                  | 249                                              |                                                  |
| 1980 | 1980                                             |                                                  | 292                                              |                                                  |
| 1990 | 1990                                             |                                                  | 346                                              |                                                  |
| 2000 | 2000                                             |                                                  | 371                                              |                                                  |
| 2010 | 2010                                             |                                                  | 373                                              |                                                  |
| 2020 | 2020                                             |                                                  | 369                                              |                                                  |
| Anm: Källor: Umeå universitet - Tabellverket 1749-1859, Demografiska databasen, CEDAR, Umeå universitet, Befolkningsutvecklingen i Gotlands socknar 2000 - 2010, Befolkning per församling, Folkmängden per distrikt, landskap, landsdel eller riket efter kön. År 2015 - 2022. |                                                  |                                                  |                                                  |                                                  |

## Sport
I socknen finns ett lag i Elitserien i innebandy för damer, Endre IF.

### Fotnoter
1. 1 2  Svensk Uppslagsbok andra upplagan 1947–1955: Endre socken
2. ↑  ”Folkmängden per distrikt, landskap, landsdel eller riket efter kön. År 2015 - 2022”. Statistikdatabasen. Statistiska centralbyrån. http://www.statistikdatabasen.scb.se/pxweb/sv/ssd/START__BE__BE0101__BE0101A/FolkmangdDistrikt/. Läst 23 april 2023.
3. ↑  Harlén, Hans; Harlén Eivy (2003). Sverige från A till Ö: geografisk-historisk uppslagsbok. Stockholm: Kommentus. Libris 9337075. ISBN 91-7345-139-8
4. ↑  Administrativ historik för Endre socken (Klicka på församlingsposten). Källa: Nationella arkivdatabasen, Riksarkivet.
5. ↑  Om Gotlands båtsmanskompani
6. 1 2  Sjögren, Otto (1931). Sverige geografisk beskrivning del 2 Östergötlands, Jönköpings, Kronobergs, Kalmar och Gotlands län. Stockholm: Wahlström & Widstrand. Libris 9939
7. 1 2  Nationalencyklopedin
8. ↑  Förteckning över slipskåror
9. ↑  Fornlämningar, Statens historiska museum: Endre socken
10. ↑  Fornminnesregistret, Riksantikvarieämbetet: Endre socken Fornminnen i socknen erhålls på kartan genom att skriva in sockennamn (utan "socken") i "Ange geografiskt område"
11. ↑  Mats Wahlberg, red (2003). Svenskt ortnamnslexikon. Uppsala: Institutet för språk och folkminnen. Libris 8998039. ISBN 91-7229-020-X. https://isof.diva-portal.org/smash/get/diva2:1175717/FULLTEXT02.pdf